# Tadsch al-Muluk Buri
Tadsch al-Muluk Buri (arabisch تاج الملوك بوري, DMG Tāǧ al-Mulūk Būrī; † 9. Juni 1132), manchmal auch Böri oder Taj el-Moluk genannt, war ein Emir der Buriden-Dynastie von Damaskus. Sein Ehrenname (laqab) lautete übersetzt „Krone der Könige“.

## Biografie
Der Vater von Buri, Zahir ad-Din Tughtigin, amtierte seit 1095 als Atabeg der Seldschukenemire von Damaskus. 1101 wurde er von seinem Vater als Statthalter in Dschabala ernannt, allerdings hat er dort schnell die Bevölkerung gegen sich aufgebracht, worauf dem Herrscher von Tripolis die Machtübernahme in Dschabala gelungen ist. Buri ist in dessen Gefangenschaft gefallen, wurde aber von seinem Vater aus ihr herausgelöst. 1108 hat er seinen Vater beim Kalifen in Bagdad vertreten. 1104 haben sich die Seldschukenemire der Macht ihres Atabegs durch ihre Flucht aus Damaskus entzogen, womit die Familie des Tughtigin eine Alleinherrschaft begründen konnte. 1110 wurde Buri die Statthalterschaft über Baalbek anvertraut. Im Herbst 1118 unternahm er einen Überfall auf das Heer König Balduins II. von Jerusalem, der gerade einen Raubzug durch das Hauran unternommen hat, erlitt dabei aber eine schwere Niederlage.
Am 13. Februar 1128 starb Tughtigin und Buri konnte als sein testamentarischer Nachfolger die Herrschaft als Emir in Damaskus antreten. Im Jahr darauf trat er eine planmäßig vorbereitete Säuberungswelle gegen die von seinem Vater noch tolerierte schiitische Gemeinde der „Batiniten“ (Nizariten/Assassinen) los, die in einem der größten Pogrome des mittelalterlichen Syriens mündete. Mehrere Tausend Angehörige dieser Gemeinde, manche Quellen sprechen von bis zu 20.000, wurden dabei in Damaskus massakriert. Viele von ihnen wurden an der Stadtmauer gekreuzigt. Dazu ließ Buri noch den Wesir seines Vaters während einer Ratssitzung erdrosseln, weil dieser zu den Unterstützern der Nizariten gehörte. In Vergeltung dafür übergab der Anführer der Nizariten, Ismail al-Adschami, die von ihm verwaltete Grenzfestung Banyas an die Christen des Königreichs Jerusalem und führte seine Gemeinschaft dorthin ins Exil. Im selben Jahr marschierte Zengi mit Heeresmacht von Mossul kommend in Nordsyrien und übernahm die Herrschaft in Aleppo. Weil Buri in den Auseinandersetzungen mit den Franken gebunden war, konnte er dagegen nichts unternehmen. Fortan standen Damaskus (Buriden) und Aleppo (Zengiden) in Rivalität um die Vormachtstellung über die Muslime Syriens. 
Im Herbst 1129 konnte Buri ein fränkisches Heer unter Wilhelm von Bures bei Damaskus in einem Hinterhalt stellen und besiegen. Im Frühjahr 1130 fiel sein Sohn Sawindsch in die Gefangenschaft von Zengi, der dazu Hama einnehmen konnte. Im Jahr darauf konnte Buri seinen Sohn im Tausch für einen von ihm gefangengenommenen Gefolgsmann des Zengi freikaufen. 
Am 7. Mai 1131 traf Buri die Vergeltung der „Batiniten“, als zwei von ihnen ihn nach einem Besuch des Badeshauses auf den Weg zu seinem Palast mit mehreren Dolchstößen niederstreckten. Beide Attentäter stammten aus Persien und hatten sich in den Jahren zuvor als türkische Söldner getarnt durch besonders herausragendes Kampfengagement in sein Vertrauensumfeld empor gedient. Buri überlebte noch das Attentat, doch waren seine Wunden nur schlecht verheilt, so dass sie ein Jahr später bei einem Ausritt wieder aufbrachen und er qualvoll daran starb.
Buri war verheiratet mit Zamarud Khatun, die 1138 seinen Erzrivalen Zengi heiratete. Seine Söhne waren:
- Baha ad-Din Sawindsch († 1134), Statthalter von Hama.
- Schams al-Muluk Ismail († 1. Februar 1135), Emir von Damaskus.
- Schihab ad-Din Mahmud († 1139), Emir von Damaskus.
- Dschamal ad-Din Muhammad († 1140), Emir von Damaskus.